# Gaelco
Gaelco è un'azienda spagnola che dal 1991 al 2007 (anno della chiusura di Gaelco Multimedia) ha sviluppato e pubblicato videogiochi, principalmente per sale giochi ma anche per console. Dal 2007 in poi produce bersagli elettronici per il gioco delle freccette sotto il nome di Gaelco Darts.

## Lista di videogiochi prodotti

### Arcade
- Xor World (1990; prototipo)
- Masterboy (1991)
- Big Karnak (1991)
- Splash! (1992)
- Squash (1992)
- Thunder Hoop (1992)
- World Rally: Championship (1993)
- Glass (1993)
- Alligator Hunt (1994)
- Target Hits (1994)
- TH Strikes Back (1994)
- Biomechanical Toy (1995; sviluppato da Zeus Software)
- Touch and Go (1995)
- World Rally 2: Twin Racing (1995)
- Maniac Square (1992: prototype; 1996)
- Snow Board Championship (1996)
- Speed Up (1996)
- Surf Planet (1997)
- Radikal Bikers (1998)
- Bang! (1998)
- Rolling Extreme (1999)
- Football Power (2000)
- Smashing Drive (2000)
- ATV Track (2002)
- Gaelco Football (2002)
- Tokyo Cop (2003)
- Ring Riders (2004)
- Tuning Race (2004)

### Console

#### Sviluppati
- PC Calcio 2005 (2005: PC)
- Controcampo 2006: Il videogioco (2006: PC)
- PC Calcio 2006 (2006: PC)
- PC Calcio 2007 (2007: PC)

#### Pubblicati
- Radikal Bikers (1998: PlayStation)
- Smashing Drive (2002: Nintendo GameCube e Xbox; 2004/2005: Game Boy Advance)